# Bruno Aeberhard
Bruno Aeberhard (14 ottobre 1976) è un bobbista svizzero.

## Biografia
Viene ricordato per una medaglia di bronzo nella sua disciplina, ottenuta ai campionati mondiali del 2000 (edizione tenutasi a Altenberg, Germania), insieme ai connazionali Urs Aeberhard, Domenic Keller e Christian Reich. Nella stessa edizione, l'argento e l'oro andarono alla nazionale tedesca.